# Lumbricillus qualicumensis
Lumbricillus qualicumensis är en ringmaskart som beskrevs av Tynen 1969. Lumbricillus qualicumensis ingår i släktet Lumbricillus och familjen småringmaskar. Inga underarter finns listade i Catalogue of Life.